# مداهنة
المداهنة هي أن ترى منكرا وتقدر على دفعه ولم تدفعه، حفظا لجانب مرتكبه، أو جانب غيره، أو لقلة مبالاة في الدين.

## وصلات خارجية
- المداهنة.. وخطرها على الدعوة والدعاة